# Max Ancenay
Max Ancenay (ur. 11 lutego 1970 we Flumet) – francuski narciarz alpejski, dwukrotny medalista mistrzostw świata juniorów.

## Kariera
Po raz pierwszy na arenie międzynarodowej Max Ancenay pojawił się w 1987 roku, kiedy wystąpił na mistrzostwach świata juniorów w Sälen. W swoim jedynym występie zajął tam 23. miejsce w gigancie. Jeszcze dwukrotnie startował na imprezach tego cyklu, największe sukcesy osiągając podczas mistrzostw świata juniorów w Madonna di Campiglio w 1988 roku, gdzie był drugi kombinacji oraz trzeci w slalomie.
W zawodach Pucharu Świata zadebiutował 4 grudnia 1994 roku w Tignes, gdzie nie ukończył drugiego przejazdu w slalomie. Pierwsze punkty wywalczył osiem dni później w Sestriere, zajmując 21. miejsce w tej samej konkurencji. Jeszcze trzykrotnie punktował w zawodach pucharowych, jednak nie poprawił lokaty z Sestriere. Najlepsze wyniki osiągał w sezonie 1995/1996, kiedy zajął 106. miejsce w klasyfikacji generalnej, a klasyfikacji slalomu uplasował się na 37. pozycji. Nie startował na mistrzostwach świata ani igrzyskach olimpijskich. W 2000 roku zakończył karierę.

## Osiągnięcia

### Mistrzostwa świata juniorów
| Miejsce | Dzień       | Rok  | Miejscowość          | Konkurencja | Czas biegu  | Strata  | Zwycięzca             |
| ------- | ----------- | ---- | -------------------- | ----------- | ----------- | ------- | --------------------- |
| 23.     | 22 marca    | 1987 | Sälen                | Gigant      | 2:31,70 min | +4,30 s | Thomas Wolf           |
| 20.     | 27 stycznia | 1988 | Madonna di Campiglio | Zjazd       | 1:33,15 min | +2,01 s | Kaspar Gilgenrainer   |
| 66.     | 28 stycznia | 1988 | Madonna di Campiglio | Supergigant | 1:35,26 min | +6,39 s | Jeremy Nobis          |
| 18.     | 29 stycznia | 1988 | Madonna di Campiglio | Gigant      | 2:05,55 min | +1,84 s | Gregor Grilc          |
| 3.      | 30 stycznia | 1988 | Madonna di Campiglio | Slalom      | 1:42,30 min | +0,94 s | Stefan Szałamanow     |
| 2.      | 30 stycznia | 1988 | Madonna di Campiglio | Kombinacja  | ?           | ?       | Konstantin Czistiakow |
| 39.     | 5 kwietnia  | 1989 | Aleyska              | Zjazd       | 1:28,93 min | +4,66 s | Ed Podivinsky         |
| 30.     | 6 kwietnia  | 1989 | Aleyska              | Supergigant | 1:17,59 min | +3,39 s | Tommy Moe             |
| 6.      | 8 kwietnia  | 1989 | Aleyska              | Slalom      | 1:39,32 min | +2,29 s | Sergio Bergamelli     |

### Puchar Świata

#### Miejsca w klasyfikacji generalnej
- sezon 1995/1996: 106.
- sezon 1996/1997: 139.

#### Miejsca na podium w zawodach
Ancenay nigdy nie stanął na podium zawodów PŚ.